# Долгощельское сельское поселение
Долгощельское сельское поселение или муниципальное образование «Долгощельское» — упразднённое муниципальное образование со статусом сельского поселения в Мезенском муниципальном районе Архангельской области.
Соответствует административно-территориальной единице в Мезенском районе — Долгощельскому сельсовету
Административный центр — село Долгощелье.

## География
Долгощельское сельское поселение находится на севере Мезенского муниципального района на Абрамовском берегу Мезенской губы, в устье рек Кулой и Нижа.

## История
Муниципальное образование было образовано в 2006 году.
Первое упоминание в архивных документах о Долгощелье относится 1525—1526 годам.

## Население
| 2010 | 2011 | 2012 | 2013 | 2014 | 2015 |
| ---- | ---- | ---- | ---- | ---- | ---- |
| 610  | ↘603 | ↗644 | ↗690 | ↗766 | ↗774 |
| 2016 | 2017 | 2018 | 2019 | 2020 | 2021 |
| ↘771 | ↘750 | ↘719 | ↘625 | ↘612 | ↘495 |

## Состав сельского поселения
В состав Долгощельского сельского поселения входят населённые пункты:
- Мыс Абрамовский
- Долгощелье
- Нижа